# Pierre Pardoën
Pierre Pardoën (* 8. August 1930 in Amiens; † 17. Juni 2019 ebenda) war ein französischer Radrennfahrer.

## Sportliche Laufbahn
Pardoën war im Straßenradsport aktiv. Von 1952 bis 1959 war er Unabhängiger und Berufsfahrer. 1955 siegte er im Eintagesrennen Grand Prix de Fourmies. In der Tour de l’Oise 1952 und in der Tour de l’Ouest 1955 gewann er jeweils eine Etappe. 
In der Tour de l’Oise 1952 wurde er Gesamtdritter, in der Tour de Corrèze 1957 Zweiter. Die Tour de France fuhr er zweimal. 1952 wurde er 55., 1956 hatte er die Rundfahrt nicht beendet, jedoch die Sonderwertung Souvenir Henri Desgrange gewonnen.